# Ondřej Filip
Ondřej Filip (* 5. dubna 1977) je český IT specialista a od roku 2004 výkonný ředitel sdružení CZ.NIC. V roce 2019 byl uveden do Síně slávy Cybersecurity.

## Život a kariéra
Filip vystudoval informatiku na Matematicko-fyzikální fakultě Univerzity Karlovy a MBA na University of Pittsburgh – Joseph M. Katz Graduate School of Business. Hovoří plynule anglicky, domluví se také německy a rusky. Během studia na Univerzitě Karlově začal pracovat ve společnosti IPEX, kde později zastával pozici technického ředitele a člena představenstva.
Od prosince 2004 je výkonným ředitelem sdružení CZ.NIC, které spravuje českou národní doménu .cz. V letech 2013–2014 byl členem Rady Českého telekomunikačního úřadu (ČTÚ).
Je jedním z původních autorů směrovacího démona BIRD.

### Mezinárodní působení
Filip je od roku 2019 členem vedení mezinárodního sdružení RIPE NCC (Réseaux IP Européens Network Coordination Centre). V roce 2022 byl následně znovu zvolen a představenstvo RIPE NCC si jej vybralo jako nového předsedu tohoto řídícího orgánu. V roce 2025 byl do představenstva RIPE NCC zvolen již po třetí v řadě.
Působí jako předseda představenstva ve sdružení NIX.CZ (Neutral Internet Exchange), které provozuje český neutrální peeringový internetový uzel. Je také člen představenstva Euro-IX (European Internet Exchange Association), evropské asociace internetových uzlů.
V letech 2010–2016 byl členem představenstva Centra operací, analýz a výzkumu systému doménových jmen (DNS-OARC), a od roku 2015 byl předsedou toho představenstva.
Je členem MAG (Multistakeholder Advisory Group). MAG je poradním orgánem sekretariátu generálního tajemníka OSN pro organizaci Internet Governance Fora.
V roce 2022 se stal jedním ze 14 světových „strážců klíče k internetu“, když byl jmenován do funkce Cryptographic Officer v rámci ceremonie podepisování DNS kořenové zóny.